# Катакомби Домітілли

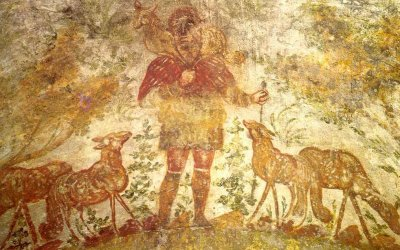
Добрий пастир

Катакомби Домітілли (італ. Catacombe di Domitilla) — найбільші катакомби Рима. Над катакомбами розташована базиліка Санті Нерео е Акіллео IV століття. Катакомби розташовані на території сімейного поховання, яке належало родині Флавіїв. Можливо ділянка належала Домітіллі, онучці імператора Веспасіана, яка разом з чоловіком консулом Тітом Флавієм Климентом піддалася гонінням за правління Діоклетіана і мученицької смерті за віру.

## Історія
Спочатку на ділянці виникли колумбарії (сховища урн з прахом), а під землею галерея з нішами для саркофагів (окремі крипти датуються I століттям).
У II столітті територія розширилася і стала християнським похованням.
У III–IV століттях були розширені до 4 поверхів (кожен до 5 м у висоту) і перетворилися в саме велике підземне поховання Риму. В катакомбах Домітілли збереглися чудові фрески з усіх періодів катакомбного живопису: Даниїл в рові з левами, Діва Марія на троні, волхви (тут їх кількість збільшено до чотирьох), Христос і апостоли, а також світські теми (сцени на ринку) і ранньохристиянські символи (риба, ягня, якір, голуб). Тут же знаходиться найдавніше зображення Христа у вигляді Доброго Пастиря.